# قلعه گبری شیرینو
قلعه گبری شیرینو این اثر تاریخی مربوط به دوره ساسانی و قرون اولیه اسلامی است که به شماره ثبت ۳۲۱۷۹ در فهرست آثار ملی ایران قرار گرفت. این قلعه در تنگه ای موسوم به تنگه شیرینو در شرق شهر لامرد قرار دارد. با توجه به بررسی‌های سطح الارضی و جمع‌آوری و مقایسه سفال‌ها و معماری قلعه توسط کارشناسان قدمت این قلعه را به اواخر دوران ساسانی و قرون اولیه اسلامی تخمین زده می‌شود. معماری خاص و شیوه جمع‌آوری آب‌های سطحی و تعبیه حوضچه‌های آب در پایین سطح قلعه که کنار دیواره شمالی این قلعه واقع شده از ویژگی‌های این اثر تاریخی است و سفال‌های جمع‌آوری شده از این قلعه، عمدتاً از نوع خمره و ظروف نگهداری آزوقه هستند. دره شرقی که قلعه بر آن مشرف است به عنوان گذرگاه و محل ورود به قلعه می‌باشد و این دره با توجه به ساختار سنگی آن به عنوان محلی مناسب برا ایجاد سد و ذخیره آب در آن دوره تاریخی بوده‌است.